# Distrikt Taurija
Der Distrikt Taurija liegt in der Provinz Pataz in der Region La Libertad im Westen von Peru. Der Distrikt wurde am 18. Oktober 1941 gegründet. Er besitzt eine Fläche von 130 km². Beim Zensus 2017 wurden 2980 Einwohner gezählt. Im Jahr 1993 lag die Einwohnerzahl bei 2892, im Jahr 2007 bei 3002. Die Distriktverwaltung befindet sich in der 3111 m hoch gelegenen Ortschaft Taurija mit 979 Einwohnern (Stand 2017). Taurija liegt 14 km westsüdwestlich der Provinzhauptstadt Tayabamba.

## Geographische Lage
Der Distrikt Taurija liegt im südlichen Westen der Provinz Pataz am Ostufer des in Richtung Nordnordwest strömenden Río Marañón. Die Flüsse Río Arancante und Río Cajas begrenzen den Distrikt im Süden und im Norden.
Der Distrikt Taurija grenzt im Westen an die Distrikte Quiches und Acobamba (beide in der Provinz Sihuas), im Norden an die Distrikte Chillia und Buldibuyo, im Osten an den Distrikt Huaylillas sowie im Südosten an den Distrikt Urpay.